# Драган Давидовић
Драган Давидовић (Високо, 23. јуни 1953) српски је историчар и јавни радник. Бивши је директор и главни и одговорни уредник агенције СРНА, генерални директор и главни и одговорни уредник Радио телевизије Републике Српске, министар вјера Републике Српске и директор Републичког секретаријата за вјере Републике Српске.

## Биографија
Драган М. Давидовић, рођен 23. јула 1953. године у Високом. Основну школу и Гимназију завршио је у Бањој Луци, а Филозофски факултет, Одсјек за општу и националну историју у Београду.  По завршетку студија радио је у Институту за историју у Бањој Луци гдје се бавио научно истраживачким радом из области политичког живота у Краљевини Југославији и питањима везаним за страдање српског народа у НДХ. Почетком 1993. године, на приједлог Светог Архијерејског Синода Српске православне цркве изабран је за првог министра вјера у Влади Републике Српске. Ову дужност обављао је у четири сазива Владе, до августа 1997. године. У периоду од 1998. до 2001. године, као генерални директор успјешно је руководио Српском новинском агенцијом (СРНА).  Од 2002. до краја 2013. године био је генерални директор Јавног медијског сервиса Републике Српске (РТРС). У том времену извршена је успјешна трансформација из државног у јавни медијски сервис, стабилизоване су финансије до нивоа самоодрживости, успостављено је ефикасно руковођење људским ресурсима, изграђена модерна зграда са најсавременијом опремом за продукцију радио и телевизијског програма. Крајем 2013. године именован је за директора Републичког секретаријата за вјере.

## Признања
- Признања Српског просвјетног и културног друштва „Просвјета“, у Билећи. 27. јуна 2012.[1]
- Председник Републике Српске Рајко Кузмановић је 29. априла 2010. године одликовао Радио-телевизију Републике Српске Орденом заставе Републике Српске, са сребреним вијенцем. Председник Рајко Кузмановић је одликовање уручио генералном директору РТРС-а, Драгану Давидовићу.

Драган Давидовић лично, одликован је следећим одликовањима Републике Српске:
- Орден Светог Саве  првог степена 1997. године одликовао га је Свети Архијерејски Синод СПЦ којим је предсједавао Његова светост блаженопочивши Патријарх Павле.
- Орден Његоша трећег реда 1994.године.
- Орден Његоша другог реда 2010. године.
- Карађорђева звијезда, трећег и другог реда.
- Априлска награда Града Бања Луке за новинарство (менаџмент у медијима) 2013. године
- Златна значка Културно-просвјетне заједнице Србије 2017. године
- Златна плакета Православног богословског факултета Светог Василија Острошког
- Златним ликом Светог Петра другог Ловћенског Тајновидца 2015. одликовао га је митрополит црногорско-приморски госп. Амфилохије.
- Златни орден Светог Петра Дабробосанског